# Kim Dae-eun
Kim Dae-eun,né le 17 septembre 1984, est un gymnaste sud-coréen.

## Palmarès

### Jeux olympiques
- Athènes 2004
  -  médaille d'argent au concours général individuel

### Championnats du monde
- Stuttgart 2007
  -  médaille d'or aux barres parallèles

### Jeux asiatiques
- Doha 2006
  -  médaille d'or aux barres parallèles
  -  médaille de bronze par équipes